# Anders Olofsson
Pour les articles homonymes, voir Anders et Olofsson (patronyme).
Anders Olofsson, né le 31 mars 1952 et mort le 22 janvier 2008, est un pilote automobile suédois.

## Biographie
Anders Olofsson commence sa carrière par la monoplace. Après des débuts prometteurs ponctués de deux titres consécutifs de champion de Suède de Formule 3 en 1977 et 1978 et deux titres de vice-champion d'Europe de Formule 3 les mêmes années (derrière Piercarlo Ghinzani en 1977 puis derrière Jan Lammers en 1978), il ne parvient pas à percer au niveau supérieur et échoue à s'imposer en Formule 2. Faute de débouchés en Europe, il s'exile au Japon dans les années 1980 pour y disputer les championnats nationaux de tourisme et d'endurance. Devenu pilote officiel Nissan, il participe au développement du prototype Nissan de Groupe C, avec lequel il remporte le championnat du Japon des sports prototypes en 1990 avec Masahiro Hasemi, et participe à plusieurs reprises aux 24 Heures du Mans. Toujours avec Nissan, il remporte les 24 heures de Spa-Francorchamps en 1991 en équipage avec Naoki Hattori et David Brabham.
Avec la disparition des sports-prototypes, il revient courir à temps plein en Europe dans le nouveau championnat BPR puis en FIA GT (qui succède au BPR), d'abord sur une Ferrari F40, puis au volant d'une McLaren GTR aux couleurs de Gulf avec laquelle il termine deuxième des 24 Heures du Mans 1997 (et premier de la catégorie GT1), en équipage avec les Français Jean-Marc Gounon et Pierre-Henri Raphanel.
Fin 1997, il avait mis un terme à sa carrière sportive mais était resté dans le milieu du sport automobile en tant que manager de jeunes pilotes.

## Palmarès
- Champion de Suède de Formule 3 en 1978 et 1979
- Champion du Japon de Sport-Prototypes en 1990
- Champion du Japon des voitures de tourisme en 1991
- Vainqueur de la catégorie GT1 aux 24 Heures du Mans 1997 (2e au général)
- Vainqueur des 24 Heures de Spa en 1991
- Vainqueur des 6 Heures de Vallelunga en 1994 et 1995[2]

## Résultats aux 24 Heures du Mans
| Année | Voiture             | Équipe                          | Équipiers                                | Résultat |
| ----- | ------------------- | ------------------------------- | ---------------------------------------- | -------- |
| 1987  | Nissan R86V         | Italya Sport                    | Alain Ferté / Patrick Gonin              | Abandon  |
| 1988  | March 88S-Nissan    | Team LeMans/Italya Sport        | Lamberto Leoni / Akio Morimoto           | Abandon  |
| 1989  | March 88S-Nissan    | Team LeMans/Courage Compétition | Akio Morimoto / Takao Wada               | Abandon  |
| 1990  | Nissan R89C         | Team LeMans                     | Maurizio Sandro Sala / Takao Wada        | Abandon  |
| 1991  | Cougar-Porsche C26S | Courage Compétition             | Thomas Danielsson / Johnny Dumfries      | Abandon  |
| 1994  | Ferrari F40         | Obermaier Racing                | Sandro Angelastro / Max Angelelli        | Abandon  |
| 1995  | Ferrari F40         | Ennea SRL                       | Luciano della Noce / Tetsuya Ota         | Abandon  |
| 1996  | Ferrari F40         | Ennea SRL                       | Luciano della Noce / Carl Rosenblad      | Abandon  |
| 1997  | McLaren F1 GTR      | Gulf Team Davidoff              | Jean-Marc Gounon / Pierre-Henri Raphanel | 2e       |